# Астрея
 Тази статия е за богинята.  За астероида вижте 5 Астрея.  
Астрея (на гръцки: αστερι – звезда) в древногръцката митология е богиня на справедливостта, защитница на правдата.
Дъщеря е на Зевс и Темида. Името ѝ означава „звездна“. Първоначално живеела сред хората, но тъй като не било по силите ѝ да се справи с несправедливостите по земята се качила на небето, където се превърнала в съзвездието Дева. Според друга версия на мита, в съзвездието Дева се превърнала друга дъщеря на Зевс и Темида – Дике – богинята на истината и справедливото възмездие, с която Астерия нерядко се отъждествява.